# Dasineura ilicis
Dasineura ilicis är en tvåvingeart som först beskrevs av Tavares 1919.  Dasineura ilicis ingår i släktet Dasineura och familjen gallmyggor.
Artens utbredningsområde är Portugal. Inga underarter finns listade i Catalogue of Life.